# Mika
Mika is een voornaam, een bijnaam en een achternaam, die zowel aan jongens en aan meisjes kan worden gegeven. Mika is een vorm van Micha, een naam die voorkomt in de Hebreeuwse Bijbel. Micha is waarschijnlijk een samentrekking van het Hebreeuwse Michaiah, wat betekent "wie is als Jahweh" (ofwel: wie is als God).
Met name in Scandinavië is Mika een veel gebruikte voornaam.

## Populariteit
In onderstaande tabel wordt de populariteit van de naam Mika (onder geboren jongens) in Nederland weergegeven.
| 2015 | 2016 | 2017 | 2018 | 2019 | 2020 |
| ---- | ---- | ---- | ---- | ---- | ---- |
| #132 | #134 | #150 | #136 | #190 | #156 |

## Mensen die bekend staan als Mika
- Mika (zanger) (geboren 1983), de Brits-Libanese singer-songwriter Michael Penniman, Jr.
- Mika (voetballer geboren 1987), Portugese voetbalverdediger Michael da Conceição Figueiredo
- Mika (voetballer geboren 1991), Portugese voetbaldoelman Michael Simões Domingues
- Mika (Armeense zanger), Michael Varosyan, die Armenië vertegenwoordigde op het Junior Eurovisie Songfestival 2015
- Mika Haka (geboren 1962), Nieuw-Zeelandse Maori-artiest
- Miroslav "Mika" Antić (1932–1986), Servische dichter
- Mika Singh (geboren in 1977), in India geboren zangeres Amrik Singh

## Mika als een voornaam

### Mannelijke voornaam (voornamelijk gebruikt in Finland)
- Mika Aaltonen (geboren in 1965), Finse voetballer
- Mika Chunuonsee (geboren 1989), Welsh-Thaise voetballer
- Mika Häkkinen (geboren in 1968), voormalig Finse Formule 1-coureur en dubbel wereldkampioen, ook voormalig DTM-racer
- Mika Halvari (geboren in 1970), de Finse kogelstoter
- Mika Hannula (geboren in 1979), de Zweedse ijshockeyspeler
- Mika Helin (geboren in 1978), de Finse voetballer
- Mika Horiuchi (geboren 1986), Japans-Amerikaanse muzikant
- Mika Immonen (geboren 1972), Finse pool-speler
- Mika Ják (overleden na 1202), Hongaarse nobel
- Mika Kallio (geboren 1982), Finse motorcoureur
- Mika Karppinen (geboren in 1971), de Finse drummer, beter bekend als Gas Lipstick
- Mika Kaurismäki (geboren in 1955), de Finse filmregisseur
- Mika Koivuniemi (geboren in 1967), de Finse bowler
- Mika Kojonkoski (geboren in 1963), de Finse schansspringer en politicus
- Mika Kuusisto (geboren in 1967), Finse langlaufskiër
- Mika Lahtinen (geboren 1985), Finse voetballer
- Mika Laitinen (geboren 1973), Finse schansspringer
- Mika Luttinen (geboren in 1971), de Finse muzikant
- Mika Muranen (geboren in 1971), Finse gevangene
- Mika Myllylä (geboren in 1969), Finse langlaufskiër
- Mika Mäkeläinen (geboren in 1965), Finse journalist en non- fictieschrijver
- Mika Niskanen (geboren 1973), Finse ijshockeyspeler
- Mika Noronen (geboren in 1979), de Finse ijshockeyspeler
- Mika Nurmela (geboren in 1971), de Finse voetballer
- Mika-Matti Paatelainen (geboren 1967), Finse voetbalmanager, beter bekend als Mixu Paatelainen
- Mika Peltonen (geboren in 1965), Finse militaire officier
- Mika Pohjola (geboren in 1971), de Finse jazzpianist
- Mika Ronkainen (geboren in 1970), de Finse filmregisseur
- Mika Salo (geboren in 1966), de Finse autocoureur
- Mika Sankala (geboren in 1964), de Finse voetbalmanager en oud-voetballer
- Mika Špiljak (1916-2007), Joegoslavische politicus
- Mika Strömberg (geboren in 1970), de Finse ijshockeyspeler
- Mika Tauriainen (geboren in 1975), de Finse rockzanger
- Mika Vainio, lid van het Finse elektronische duo Pan sonic
- Mika Vasara (geboren 1983), Finse kogelstoter
- Mika Väyrynen (voetballer) (geboren 1981), Finse voetballer
- Mika Vukona (geboren 1982), in Fiji geboren Nieuw-Zeelandse basketballer
- Mika Waltari (1908–1979), Finse auteur
- Mika Zibanejad (geboren 1993), Zweedse ijshockeyspeler

### Vrouwelijke voornaam (voornamelijk gebruikt in Japan)
- Mika Akino (geboren 1973), de Japanse worstelaar AKINO
- Mika Arisaka (geboren 1974), Japans-Amerikaanse zangeres
- Mika Boorem (geboren 1987), Amerikaanse actrice
- Mika Brzezinski (geboren 1967), Amerikaanse televisiejournalist, co-presentator van Morning Joe
- Mika Doi (geboren 1956), Japanse stemactrice
- Mika Handa, zangeres bij de band Mika Bomb
- Mika Haruna (geboren 1978), Japanse zwemmer
- Mika Hori (geboren 1992), Japanse ijshockeyspeler
- Mika Kamita (geboren 1982), Japanse zangeres
- Mika Kanai (geboren 1964), Japanse stemactrice
- Mika Kato, gelijknamige zangeres van de Sadistic Mika Band
- Mika Katsumura (geboren 1980), Japanse actrice
- Mika Kawamura (geboren 1973), Japanse mangakunstenaar
- Mika Kikuchi (geboren 1983), Japanse actrice
- Mika Miyazato (geboren 1989), Japanse golfer
- Mika Nakashima (geboren 1983), Japanse zangeres
- Mika Newton (geboren in 1986), de Oekraïense zangeres
- Mika Reyes (geboren 1994), Filipijnse volleyballer
- Mika Todd (geboren 1984), Amerikaanse jazz-zangeres en voormalig lid van Hello! Project
- Mika Urbaniak (geboren 1980), Amerikaanse popzangeres
- Mika Yamamoto (1967-2012), Japanse journalist
- Mika Yamauchi (geboren in 1969), de Japanse volleyballer
- Mika Yoshikawa (geboren 1984), Japanse midden- en langeafstandsloper

### Fictieve personages
- Mika Ahonen, uit de anime/manga Strike Witches
- Mika Jougasaki, van het computerspel The Idolmaster Cinderella Girls
- Mika Kujiin, een van de hoofdpersonen in de anime/manga genaamd Kanamemo
- Mika Nanakawa (R. Mika), van de vecht computerspellen Street Fighter Alpha 3 en Street Fighter V
- Mika Nogizaka, uit de lichte roman en anime Nogizaka Haruka No Himitsu
- Mika Tahara, van de manga Koizora
- Mika Samuels, uit de televisieserie The Walking Dead
- Mika Shimotsuki, uit de anime Psycho-Pass
- Mikaela "Mika" Hyakuya, uit de anime Seraph of the End
- Mikazuki "Mika" Augus, van de anime serie Mobile Suit Gundam: Iron Blooded Orphans
- Mika Returna, een nieuw personage in het vechtspel Under Night In-Birth
- Mika Kanda, een personage in het vechtspel Gantz
- Mika Koizumi, een personage in de televisieserie Choudenshi Bioman
- Mika Yamaguchi, een personage in de televisieserie Kousoku Sentai Turboranger

## Mika als achternaam
- Brad Mika (geboren 1981), Nieuw-Zeelandse rugby union-speler
- Eric Mika (geboren 1995), Amerikaanse basketballer
- Mateusz Mika (geboren in 1991), de Poolse volleyballer
- Setefano Mika, vroegere naam van Aunese Curreen (geboren 1985), een Samoaanse middelafstandsloper
- Jarosław Mika (geboren in 1962), Poolse officier